# اوه! مدیا
اوه! مدیا (انگلیسی: OOh!media) شرکت تبلیغات استرالیایی است، که در سال ۱۹۸۹ تأسیس شد.